# Stenviken
Stenviken är en bebyggelse vid stranden till Östersjön öster om Hörnefors i Umeå kommun. Vid 2020 års småortsavgränsning klassade SCB här en småort.